# Rut Bernardi
Rut Bernardi (Ortisei, 1962) è una scrittrice, giornalista, traduttrice ed ex sciatrice alpina italiana.

## Biografia
Nata a Ortisei in Val Gardena, è di madrelingua e cultura ladina.

### Carriera sciistica
In gioventù praticò lo sci alpino e fece parte della squadra B della nazionale italiana; ai Campionati italiani nel 1980 vinse la medaglia d'argento nella combinata e si ritirò nel 1981. Non prese parte a rassegne olimpiche né ottenne piazzamenti in Coppa del Mondo o ai Campionati mondiali.

### Carriera letteraria
Dopo aver studiato lingue romanze presso l'Università di Innsbruck, è diventata docente di ladino, giornalista e scrittrice. Ha ricevuto numerosi premi e borse di studio, tra cui la concessione di un anno di residenza da parte del Ministero federale austriaco di Scienze della Formazione e le Scienze della Vita, Vienna (2003), il Premio Walther von der Vogelweide dall'istituto culturale Altoatesino (2004) e il Premio Ostana (2013). Dal 2000 è pubblicista e dal 2009 è docente a contratto all'Università di Bolzano.; attualmente insegna presso la Libera Università di Bolzano.
Le sue opere letterarie - lavori teatrali e racconti - sono scritte nella lingua di Val Gardena (Grödnerisch, Gherdëina.) o anche in due lingue e a volte persino tre. Le pubblicazioni scientifiche, tra l'altro, comprendono dizionari e manuali di lingua di diversi idiomi della lingua ladina e un lavoro sulla storia della letteratura ladina. 

## Palmarès

### Campionati italiani
- 1 medaglia[3]:
  - 1 argento (slalom speciale nel 1980)

## Opere
- Lëtres te n fol. Roman. Tluses, 1996.
- Ladin defin. In drei Akten. 2003.
- Nëus jon cun la ferata. 6 stories crimineles. 2 CDs. 2002.
- Dolomit. Ein Gipfelbuch. (Am Herzen Europas Bd. 9), Landeck, Gerlad Kordoglu Nitsche - EYE Verlag der Wenigerheiten, 2007. (poesie ladine/tedesche/italiane).
- con Paul Videsott, Geschichte der ladinischen Literatur. 3 Bände. bu'press, Universität Bozen, 2013. ISBN 978-88-6046-060-8.
- ‘’Vites scutedes via’’. Provincia Autonoma de Bulsan - Südtirol, Bulsan 2020. ISBN 978-88-6669-094-8. (ladino gardenese).
- Ladin te 2 menuc. Ladinisch in 2 Minuten. Ladino in 2 minuti. Union di Ladins de Gherdëina, Urtijëi 2020. ISBN 978-88-945824-2-0.
- De teles da giat. Union di Ladins de Gherdëina, Urtijëi 2024. ISBN 9 791281 167025.

## Premi e onorificenze
- 2004: Förderpreis Walther von der Vogelweide del Südtiroler Kulturinstitut.
- 2016: Ehrenzeichen des Landes Tirol [11]
- Premio internazionale Tacita Muta per la lingua ladina 2021 a Rut Bernardi [12][13]